# Aguano
Die Aguano sind ein kleines indigenes Volk, das im östlichen Peru lebt. Sie leben hauptsächlich im Amazonastiefland an den Flüssen Río Huallaga und Río Samiria. Die heute stark akkulturierten Aguano, sie sprechen heute Spanisch und haben den römisch-katholischen Glauben angenommen, leben hauptsächlich von Fischfang und vom Anbau von Maniok und Mais.
Die traditionelle Sprache der Aguano gehört zu der indigenen Pano-Sprachgruppe.